# Artère fémorale

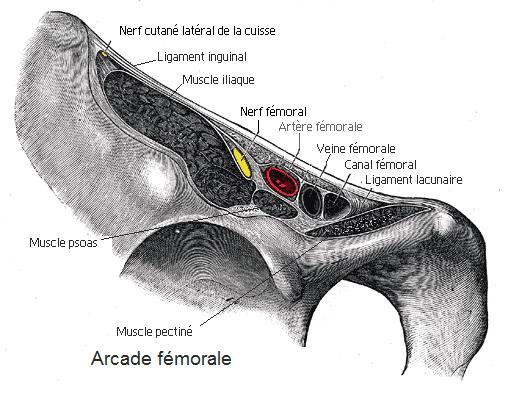
Arcade fémorale

L'artère fémorale (ou artère fémorale primitive ou artère crurale) est la principale artère systémique du membre inférieur. Elle vascularise également une partie superficielle de l'abdomen et du périnée. On compte une artère fémorale droite et une artère fémorale gauche. 
Elle débute au ligament inguinal, faisant suite à l'artère iliaque externe puis chemine dans la cuisse dans la loge fémorale antérieure. Elle se termine au niveau du hiatus adducteur où elle se poursuit par l'artère poplitée.

## Terminologie
Dans la terminologie française, la portion de l'artère fémorale précédant la naissance de l'artère profonde de la cuisse est parfois appelée artère fémorale commune (common femoral artery), tandis que la portion qui lui succède est désignée artère fémorale superficielle (subartorial artery), terminologie non retenue par les nomenclatures TA98 et TA2.

## Origine
L'artère fémorale est le prolongement direct de l'artère iliaque externe lors de son passage dans la loge fémorale antérieure. Ce passage se situe sous le ligament inguinal dans l'anneau fémoral, à mi-distance entre l'épine iliaque antérieure et supérieure et la symphyse pubienne.
Elle se situe en dehors de la veine fémorale et en dedans du nerf fémoral.

## Trajet
Elle descend oblique en bas, en dedans et en arrière jusqu'au niveau du genou.

## Terminaison
L'artère fémorale s'achève au niveau de l'orifice du hiatus adducteur et change de nom pour devenir l'artère poplitée.

## Artères collatérales
De la face antérieure de l'artère fémorale et proche de son origine nait l'artère épigastrique superficielle et l'artère circonflexe iliaque superficielle. Parfois les deux artères naissent par un tronc commun.
Sur sa face médiale et sous le ligament inguinal nait l'artère pudendale externe superficielle et plus bas sur la même face, l'artère pudendale externe profonde.
A environ 4 cm sous le ligament inguinal, sur la face latérale de l'artère fémorale nait une branche volumineuse : l'artère profonde de la cuisse.
Juste avant son passage par le hiatus adducteur, de sa face médiale démarre l'artère descendante du genou.

## Aspect clinique

### Pouls fémoral
Au milieu du pli de l'aine à mi-chemin d'une ligne unissant l'épine iliaque antérieure et supérieure et la symphyse pubienne, il est possible de prendre le pouls généré par l'artère fémorale : le pouls fémoral. Sa présence indique une pression artérielle systolique supérieure à 50 mmHg.
L'artère fémorale sert également de point de repère pour la ponction de la veine fémorale pour un cathétérisme cardiaque droit ou une exploration électrophysiologique, la veine se situant en dedans de l'artère.

### Voie d'abord vasculaire
L'artère fémorale une des voies d'abord artériel. Elle est utilisée pour une coronarographie  ou une exploration de la circulation artérielle des membres inférieurs.

### Artériopathie
L'artère fémorale peut être à l'origine d'artériopathie oblitérante des membres inférieurs.

## Galerie

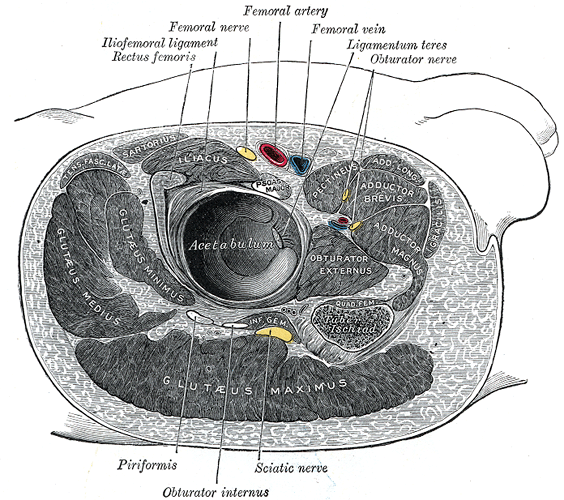
Structure de la hanche.
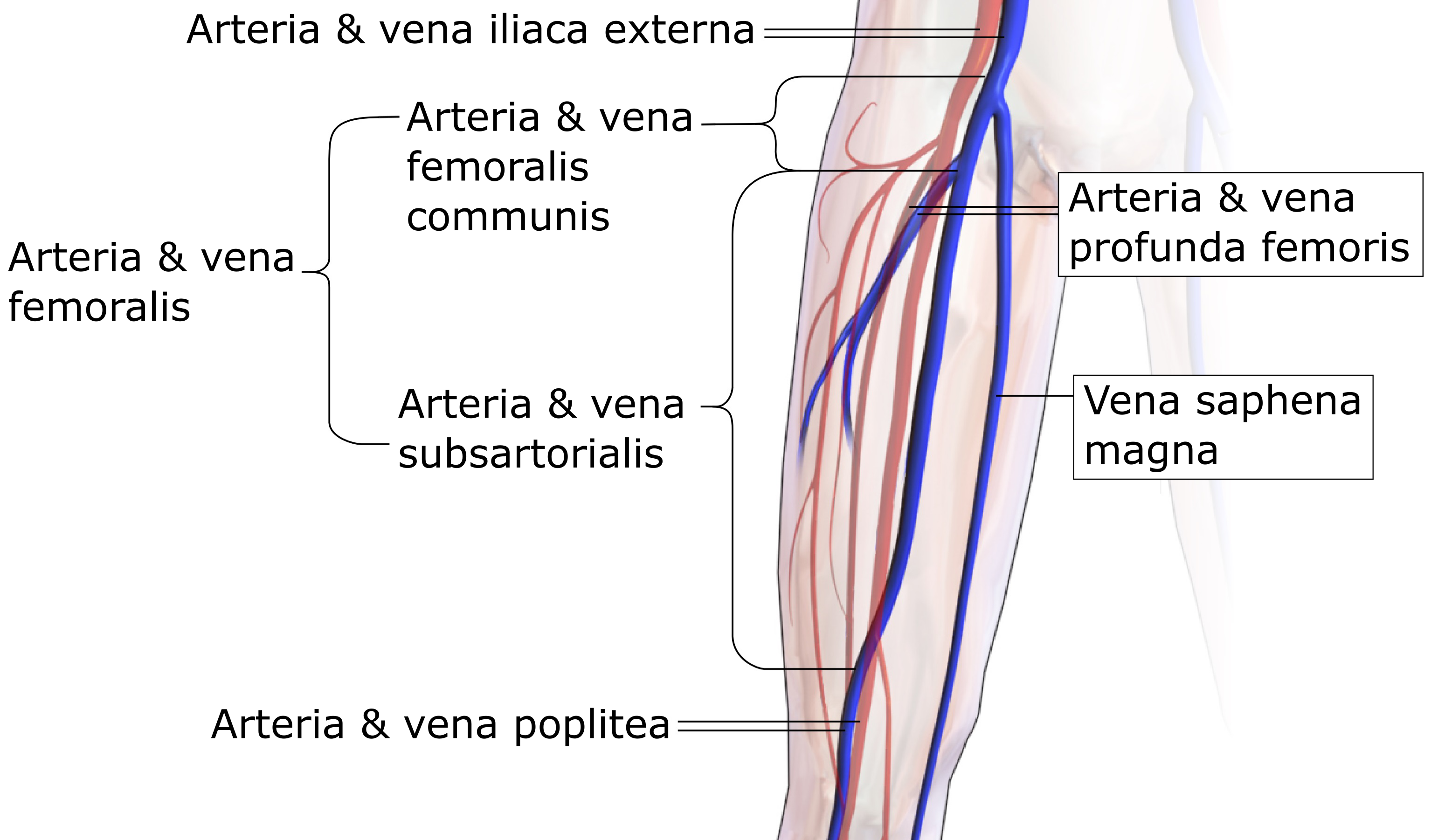
Segments[1].
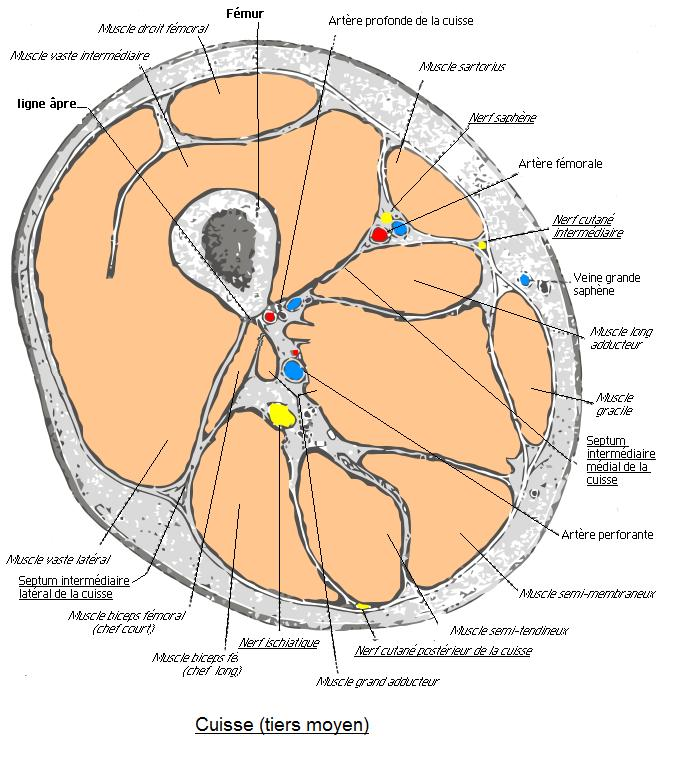
Coupe transversale de la cuisse (tiers moyen).
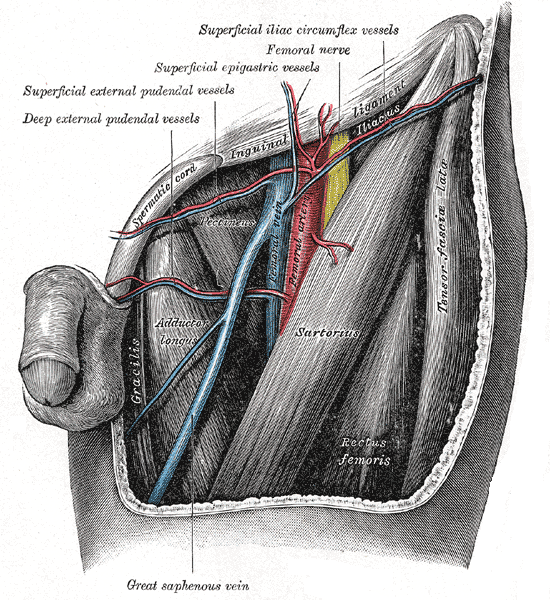
triangle fémoral gauche.
Schéma des artères de la cuisse. L'artère fémorale est numéro 20.